# Головка блока циліндрів

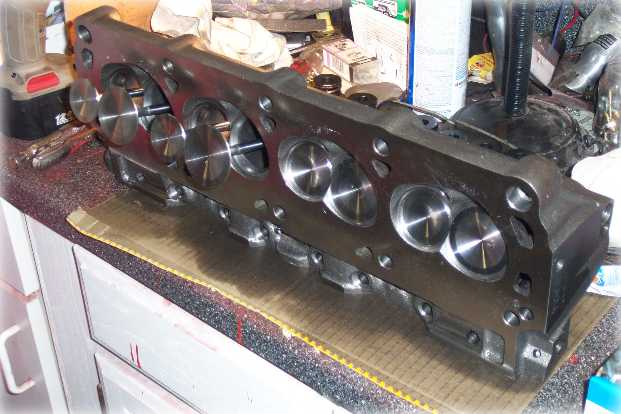
Головка одного ряду блока V8 циліндрів автомобільного двигуна A 302/5.0L Ford

Голо́вка бло́ка цилі́ндрів (англ. cylinder head, часто звана просто головкою) — деталь поршневої машини, яка закриває циліндри з боку днища поршня, чим формує камеру стиску (камеру згоряння для ДВЗ) і кріпиться до блока циліндрів (об'єднання циліндрів [Архівовано 25 червня 2013 у WebCite]) за допомогою болтів або шпильок із забезпеченням герметичного з'єднання. Крім цієї функції на головку блока покладаються й інші функції, що випливають з особливостей її конструкції та виду поршневої машини. Залежно від типу двигуна (тактність, система запалення, тип охолодження, система газорозподілу) пристрій головки може відрізнятись у дуже великих межах. Для однорядних поршневих машин зазвичай передбачається одна, спільна головка блока циліндрів, для багаторядних (V-подібних, опозитних тощо) — за кількістю рядів. Деякі двигуни з повітряним охолодженням (зазвичай двотактні) головок не мають, їх поодинокі циліндри закріплюють до картера.

## Матеріал ГБЦ, її кріплення до блока
Легкі автомобільні двигуни можуть мати головку з алюмінієвого сплаву, особливо це стосується іскрових двигунів. Зазвичай таку деталь отримують литтям у кокіль абопід тиском (з подальшою обробкою каналів), можуть використовуватися стрижневі форми.
Тяжкі двигуни, і значна частина автомобільних дизелів мають чавунну голівку, що також отримується литтям. Сідла клапанів (за їх наявності) запресовуються з попереднім їх охолодженням у парах рідкого азоту; вихрекамери, втулки клапанів також встановлюють з натягом. Головка зазвичай має ходи для газів, охолоджуючої рідини, масляні канали, і велика кількість наскрізних отворів під болти/шпильки, які притягують головку до блока.
Кріплення головки до блока здійснюється силовими болтами або шпильками з гайками та шайбами (у разі болтів вони також мають шайби). Як індивідуальні, так і загальні для ряду циліндрів, головки монтують із затяжкою за вказаним заводом способом (послідовність, зусилля затягування, довороти на кут). Це необхідно для гарантії герметичності газового стику та збереження болтів. Пружність кріплення повинна бути достатньою для збереження затяжки при осаді прокладки газового стику. Але перевищення товщини металоазбестової (паронітної) прокладки або її просадження (низька якість, перегрів мотора) можуть викликати пробиття газового стику головки, тобто вихід двигуна з ладу. Щоб збільшити жорсткість прокладки, і тим самим гарантувати притиск, на сучасних дизелях чавунні головки монтують з прокладками з м'якого заліза.
Для дизелів товщина прокладки у багатьох моторах підбирається відповідно до виступу поршнів. Якщо товщина виявиться меншою за необхідну, двигун може почати стукати, більше — потужність до межі димлення зменшиться (оскільки об'ємна частка повітря у вихрекамері/камері в поршні буде меншою, а паразитний об'єм більше). Тому монтаж головки блока є відповідальною операцією. Головка блока циліндрів поршневого компресора крім конструктивних особливостей, згаданих вище, містить самодіючі впускні і випускні клапани, що встановлюються у впускному та випускному патрубках відповідно.

## Головка двигуна з повітряним охолодженням
Незалежно від інших особливостей, має розвинене зовнішнє ребра замість сорочки охолодження. Найбільш поширений у цьому випадку матеріал — силумін, так теплопровідність його вище за чавун (двигуни бензопил, культиваторів, малопотужних електростанцій, а/м фірми «Татра», Д-37/Д-144), проте зустрічаються і чавунні на стаціонарних і тракторних двигунах (де вага впливає показники техніки, а підвищена температура циліндра не загрожує детонацією). Основним показником ребер є відношення висоти ребер до їх ширини у підстави, при його зростанні охолодження покращується.

## Головка нижньоклапанного двигуна
Відрізняється максимальною простотою — має лише ходи для охолодної рідини, свердління під шпильки, та різьблення під свічки. Завжди групова, для низки циліндрів. Зараз застосовується рідко через низьку економічність таких двигунів  . Приклад двигунів: ЗІЛ-157 , ГАЗ-А, ГАЗ-51 . У цьому випадку всі клапани зі своїм приводом монтуються в блоці.
Такий самий пристрій мають головки двотактних двигунів з кривошипно-камерною петльовою або дефлекторною продуванням. Плюсами також є легкість розбирання та обслуговування, мінімальна вартість. Клапани в голівці також відсутні.

## Верхньоклапанна головка
Усередині головки виконуються впускні і випускні канали, канали водяної сорочки для проходження охолоджувальної рідини і канали системи змащення. Канали для подачі паливо-повітряної суміші або повітря в циліндри і випуску відпрацьованих газів проходять в кожну камеру згоряння і закінчуються запресованими в головку блока сідлами клапанів, виготовленими з чавуну чи інших міцних матеріалів. У кожному циліндрі двигуна встановлено, як мінімум, по два клапани (впускний і випускний). Клапани притискаються до сідел за допомогою пружин. У головці блока циліндрів можуть розташовуватися також інші деталі газорозподільного механізму (залежно від типу), свічки системи запалювання, форсунки системи прямого впорскування пального. Виготовляються головки блоків циліндрів методом точного лиття, переважно з алюмінієвих сплавів.
| Загальновживані назви               | Розподільний вал | Впускні клапани | Випускні клапани | Примітки |
| ----------------------------------- | ---------------- | --------------- | ---------------- | --- |
| Dual Overhead Cam DOHC              | У головці        | У головці       | У головці        | Дозволяє оптимізувати розташування клапанів для забезпечення наскрізного потоку при впуску/випуску. Два розподільних вали дозволяє забезпечити пряму взаємодію кулачка з клапаном без використання коромисел. Використовується на двигунах нових конструкцій |
| Single Overhead Cam SOHC            | У головці        | У головці       | У головці        | Отримало поширення в 1990—2000 роках, але поступово витискається компонуванням DOHC. |
| Overhead Valve OHV, I-Head, Pushrod | У блоці          | У головці       | У головці        | Наразі використовується у великих двигунах з компонуванням V8. Потребує штовхачів і коромисел для урухомлення клапанів. |
| Sidevalve Flathead, L-Head, T-Head  | У блоці          | У блоці         | У блоці          | До 1950-х років основне компонування, тепер застаріле. Найпростіша конструкція, забезпечує пряму взаємодію кулачка з клапаном. |
| Inlet-Over-Exhaust IOE, F-Head      | У блоці          | У головці       | У блоці          | Рідкісне компонування, вважається застарілим. |

Головки з двома верхніми розподільними валами найбільш просто забезпечують установку 4 клапанів на циліндр і подачу олії до гідрокомпенсаторів. Ускладнює справу лише необхідність приводу обох валів від ланцюга/зубчастого ременя. Але в деяких конструкціях вали з'єднані шестернями і наводиться один з них; ранні варіанти мали шестерний привід від коленвала через вертикальні валики.

## Несправності
Як правило, основна увага при експлуатації приділяється деталям газорозподільного механізму і ступеня їх зносу. Не меншої уваги потребують прокладки і корпус головки. Ділянки, що утворюють верхній звід камери згоряння, піддаються високим тепловим і механічним навантаженням. Тому, з часом, в корпусі головки можуть утворюватися тріщини.
Одна з ознак порушення герметичності процесів, що відбуваються в головці блока — поява запаху відпрацьованого газу під капотом або слідів моторної оливи в охолоджувальній рідині. Виникнення в корпусі головки тріщин призводить до втрати компресії, а це, в свою чергу, знижує здатність до займання паливної суміші, з'являються пропуски в роботі циліндрів, двигун перегрівається. Про появу тріщин у головці побічно можна судити за зовнішнім виглядом вихлопних газів. Білий густий дим (а насправді, пара) часто є ознакою потрапляння антифризу в камеру згоряння через тріщину в головці.
Можливі несправності:
- прорив газів через викривлення площини газового стику, корозії, зриву кріплення;
- тріщини між сідлами, випадання сідла;
- знос посадкового діаметра під розподільний вал або штовхачі;
- знос напрямних клапанів;
- обломи кріплення, зрив різьблення під свічку або болти, тріщини поза газовим стиком.

Також можна вважати несправностями головки в зборі поломки/зносу деталей, що входять у вузол (клапана, пружини, рокери, компенсатори).
У разі прориву газів головку найчастіше фрезерують, допустиме відхилення від площини (близько 0,15 мм у середньорозмірних моторах) перевіряють лінійкою з набором щупів. Зриви різьблення під свічку усувають установкою вертрів, зірваний кріплення замінюють ремонтними шпильками. Зношені напрямні клапанів змінюють, тріщини поза газовим стиком зазвичай можуть бути заварені.
Тріщини між сідлами, у міру їх розвитку, ведуть до прориву газів у сорочку охолодження та відмови двигуна. Зазвичай ці тріщини, та інші, що проходять через газовий стик, є підставою для заміни головки. Але в деяких випадках, на свій страх та ризик, також можуть бути заварені.
Знос постіль під розподільний вал веде до стуку та зниження тиску масла. Діаметр відновлюють бронзовими або алюмінієвими втулками, що розгортаються за місцем (як розгортки зазвичай використовують старий розподільний вал з «фрезерними» зубчиками). У разі знімних кришок опор розподільного валу, вони можуть бути обложені на абразивному камені (з контролем діаметра після затягування).
У разі руйнувань поршня, кілець, сідла клапана голівка отримує сильні ушкодження, які зазвичай призводять до її заміни. Сильна корозія від води або пошкодження від детонації можуть зробити ремонт неможливим. Сідло, що випало, за відсутності інших неприємностей, замінюють новим або висвердленим з іншої головки. Для установки охолоджують у парах рідкого азоту, а потім додатково зачеканюють. Тріщина між сідлами завжди послаблює їхню посадку.

## Галерея зображень

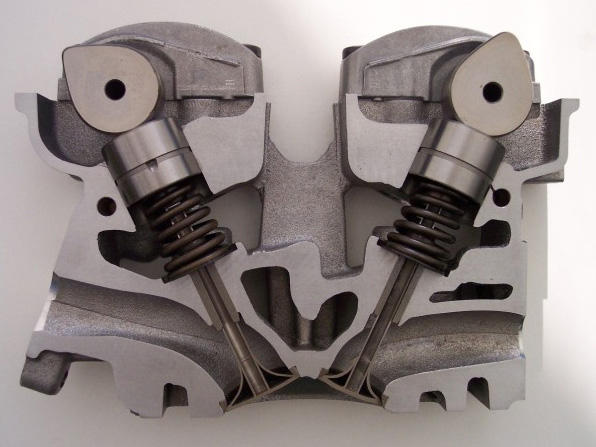
Поперечний переріз головки блоку циліндрів типу DOHC
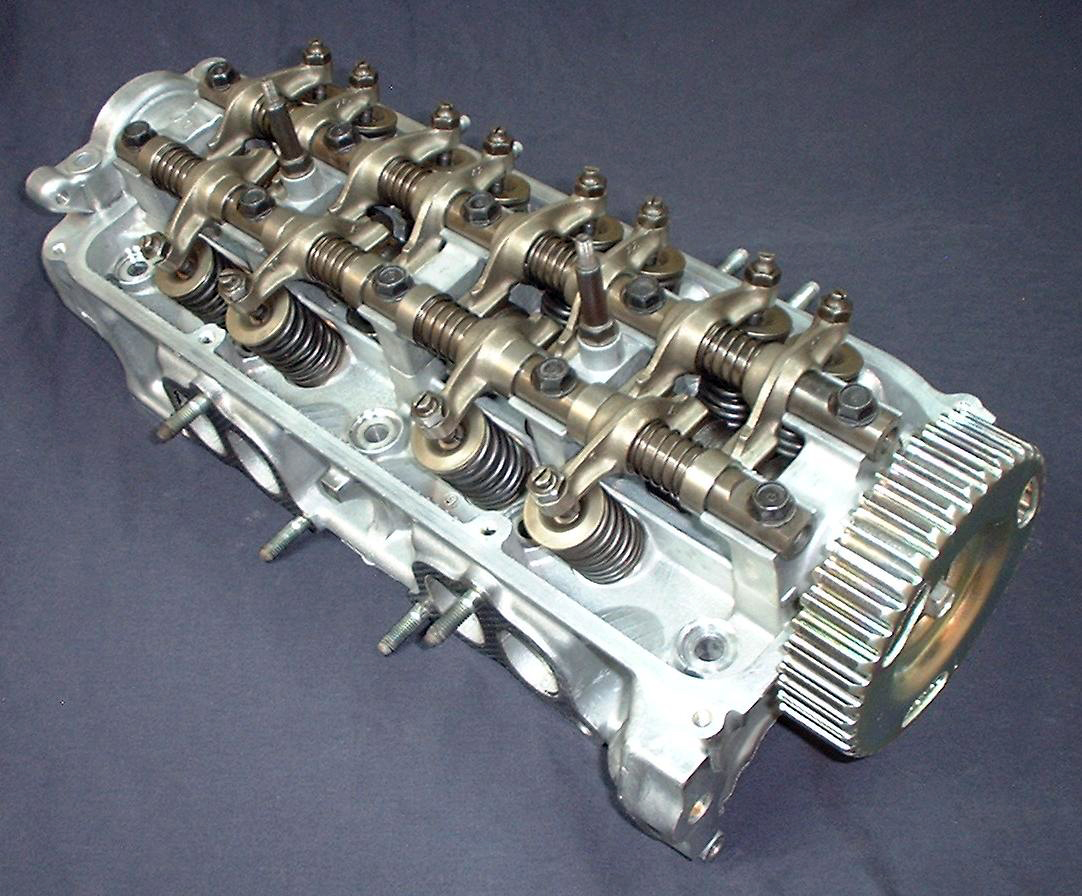
Головка блоку циліндрів типу SOHC двигуна Honda D15A3
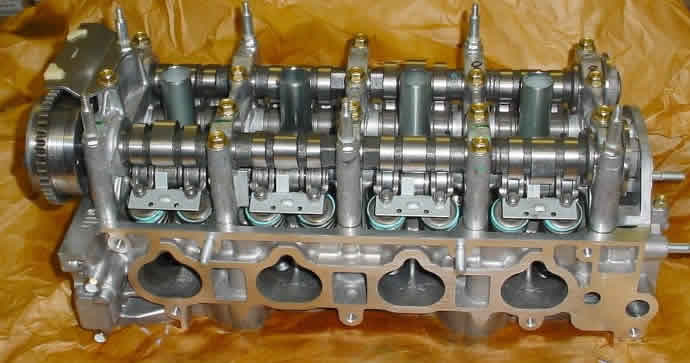
Головка блоку циліндрів типу DOHC двигуна Honda K20Z3
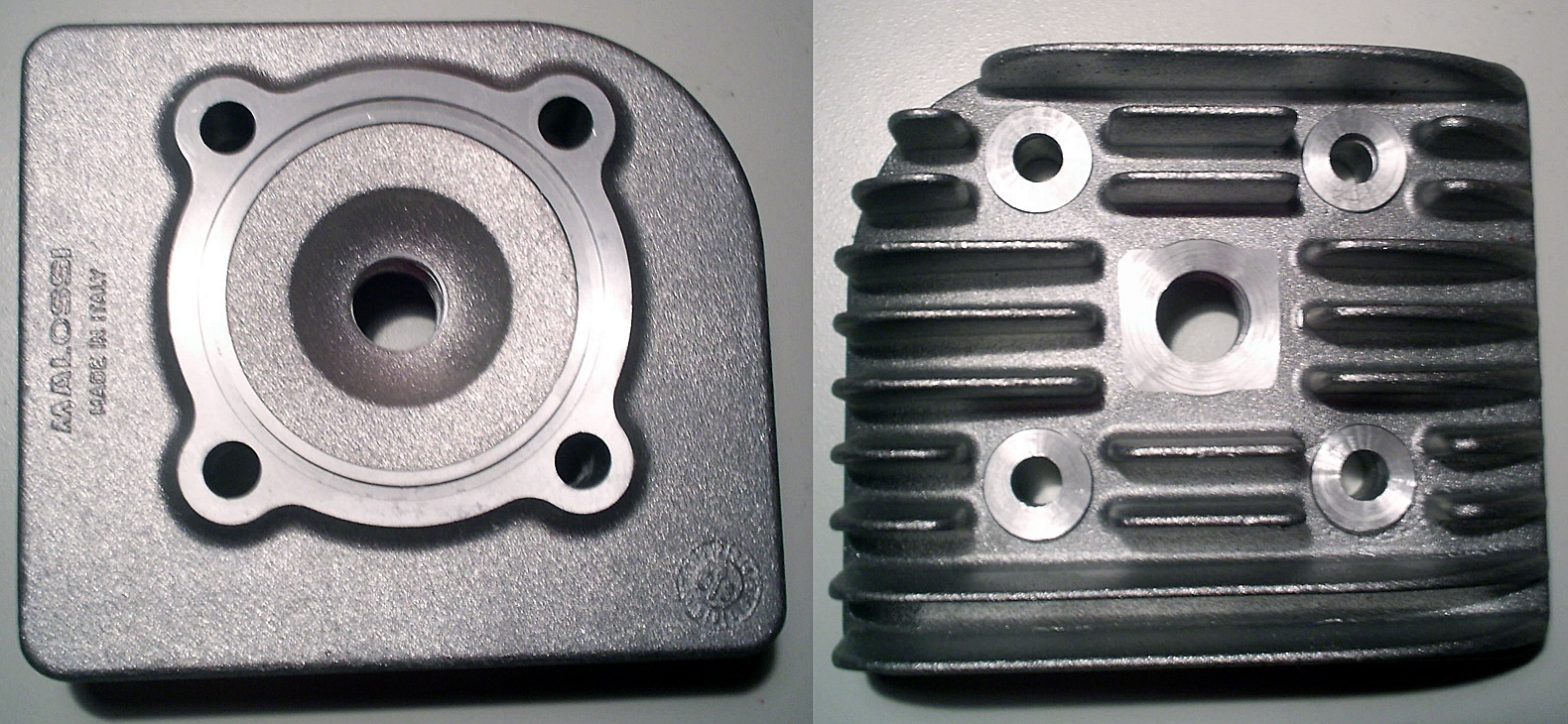
Нижня (ліворуч) і верхня (праворуч) головки циліндра одноциліндрового двотактного двигуна. Отвір в центрі призначений для загвинчування свічки запалювання, чотири отвори на краях - для встановлення болтів кріплення
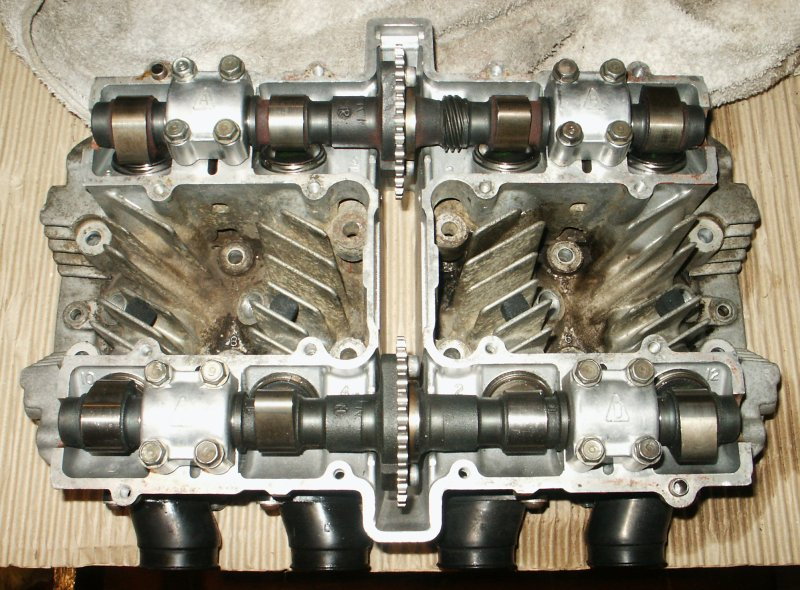
Головка блоку циліндрів з верхнім розміщенням розподільного валу та повітряним охолодженням від Suzuki GS550. Можна бачити два розподільних вали, зірочку приводу та ребра охолодження